# Боар
Боар (фр. Bohars) — коммуна на северо-западе Франции, находится в регионе Бретань, департамент Финистер, округ Брест, кантон Брест-4. Пригород Бреста, примыкает к нему с севера.
Население (2019) — 3 530 человек. 

## Достопримечательности
- Феодальный мотт в лесу на Горе Дьявола (la Montagne du Diable)
- Церковь Святого Петра
- Шато Монплезир XIX века

## Экономика
Структура занятости населения:
- сельское хозяйство — 3,0 %
- промышленность — 7,0 %
- строительство — 2,7 %
- торговля, транспорт и сфера услуг — 14,8 %
- государственные и муниципальные службы — 72,6 %

Уровень безработицы (2018) — 8,5 % (Франция в целом —  13,4 %, департамент Финистер — 12,1 %). 

Среднегодовой доход на 1 человека, евро (2018) — 26 850 (Франция в целом — 21 730, департамент Финистер — 21 970).

## Демография
Динамика численности населения, чел.

## Администрация
Пост мэра Боара с 2008 года занимает Армель Гурвиль (Armel Gourvil).  На муниципальных выборах 2014 года возглавляемый им правый список был единственным.
| Период | Период | Фамилия        | Партия        | Примечания               |
| ------ | ------ | -------------- | ------------- | ------------------------ |
| 1971   | 1995   | Жозеф Ле Ир    |               | фермер                   |
| 1995   | 2008   | Марсель Ле Бар |               | директор отделения банка |
| 2008   |        | Арнель Гурвиль | Разные правые | руководитель предприятия |

## Города-побратимы
- Тарпорли, Великобритания
- Вентимилья-ди-Сицилия, Италия

## Галерея

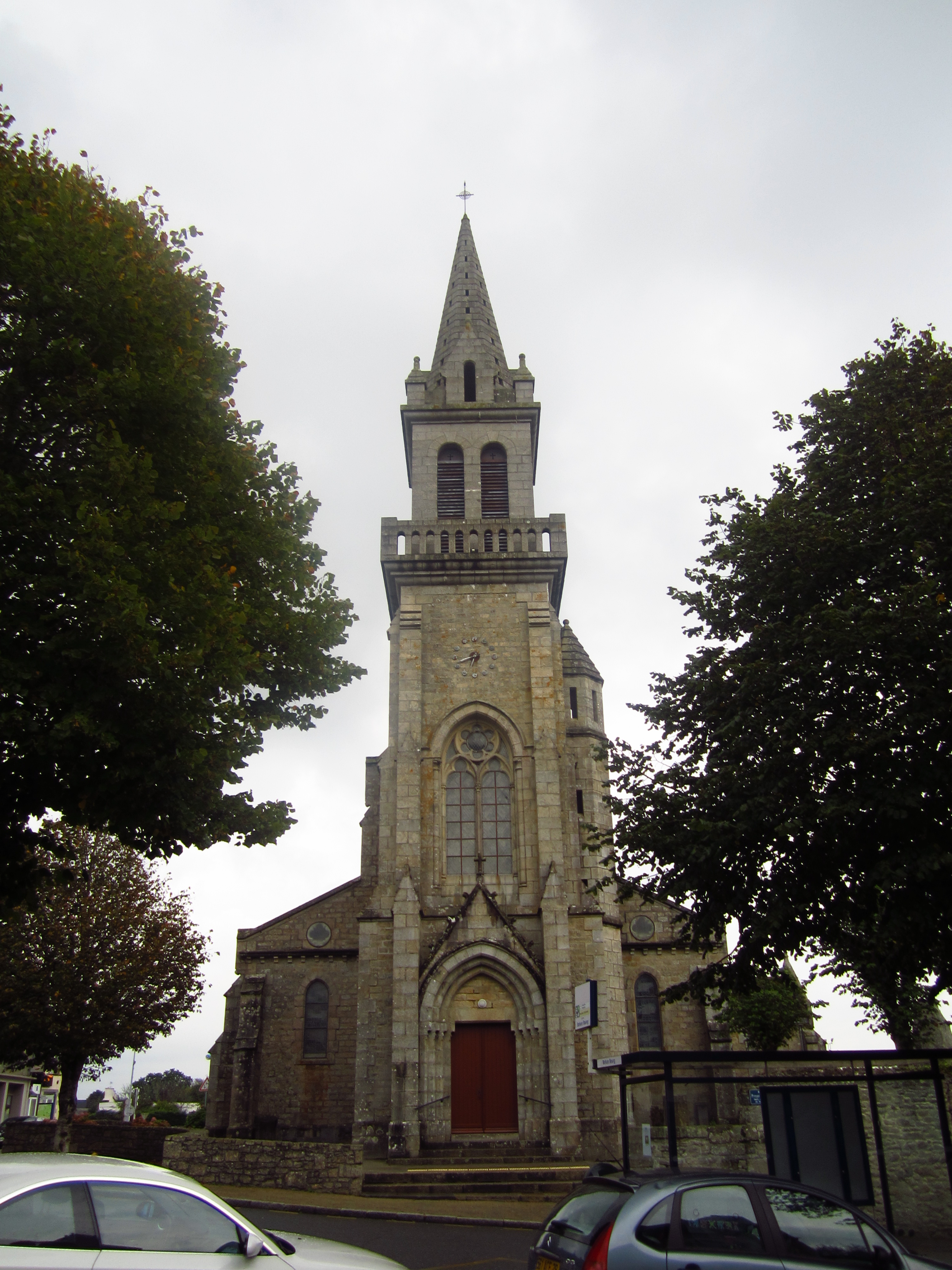
Церковь Святого Петра